# Francesco Berruti
Francesco Berruti (Felizzano, 6 ottobre 1925) è un ex calciatore italiano, di ruolo centrocampista.

## Carriera
Nel ruolo di mezzala, debutta in Serie B con il Parma nella stagione 1946-1947; con gli emiliani disputa tre campionati cadetti totalizzando 66 presenze e 10 reti, e altri due campionati di Serie C dopo la retrocessione avvenuta nel 1949.
Nel 1951 si trasferisce al Siracusa, dove gioca per due stagioni in Serie B per un totale di 49 presenze e 5 reti, e per un altro anno gioca con gli aretusei in Serie C.